# Ben Rhydding
Ben Rhydding – wieś w Anglii, w hrabstwie ceremonialnym West Yorkshire, w dystrykcie metropolitalnym Bradford. Leży 22 km na północny zachód od miasta Leeds i 291 km na północny zachód od Londynu.